# Der Hauptmann
Der Hauptmann és una pel·lícula dramàtico-històrica franco-poloneso-alemanya escrita i dirigida per Robert Schwentke, estrenada l'any 2017. A l'estat espanyol s'ha estrenat com El capitán.
El film està inspirat en la vida de Willi Herold, soldat i desertor de la Wehrmacht que va usurpar la identitat d'un capità.

## Argument
1945. Alemanya nazi, en ple caos, viu les seves últimes hores abans de capitular. Les tropes alemanyes de la Wehrmacht són perseguides per les forces aliades mentre els desertors són executats. Massacres, violacions o saquejos regnen sobre aquesta Alemanya en plena derrota. Després d'haver perdut el seu regiment, el jove brigadista alemany Willi Herold erra per intentar escapar a un comando que vol abatre'l. Famolenc i afeblit, Herold descobreix en el seu camí, en un cotxe abandonat, l'uniforme cobert de medalles d'un capità nazi mort de la Luftwaffe. Per escapar a la seva mort programada, decideix posar-se'l per camuflar-se i escapar als que volen matar-ho. Un camuflatge ideal, l'uniforme és el símbol del poder i sobretot de l'autoritat.
Sota la seva nova identitat, el « capità » Herold constitueix un comando per a una missió que ha inventada de totes totes: per a Hitler, han de fer un informe sobre l'estat de la rereguarda. Herold pren gust al paper del que s'ha apoderat. Sàdic i fràgil psicològicament, sembra sobre el seu pas centenars de víctimes.

## Repartiment
- Max Hubacher: Herold
- Milan Peschel: Freytag
- Frederick Lau: Kipinski
- Bernd Hölscher: Schütte
- Waldemar Kobus: Hansen
- Alexander Fehling: Junker
- Samuel Finzi: Roger
- Mirosław Dusza: Guàrdia de la presó

## Rebuda

### Premis i nominacions
- El film ha rebut el premi 20 minuts i un esment especial del jurat premsa al Festival de cinema europeu dels Arcs el desembre de 2017.

### Seleccions
- Festival internacional de cinema de Toronto 2017: selecció a la secció Special Presentations.
- Festival internacional de cinema de Sant Sebastià 2017: selecció en competició oficial.
- Festival de cinema europeu dels Arcs 2017: selecció en competició oficial.

### Crítica
A França, el lloc Allociné treu una mitjana de les crítiques de premsa de 2,9/5, i dels crítics espectadors de 3,8/5. A Internet Movie Database obté una nota de 7,5 sobre 10.
- (...) recorre per moments a la imatge de l'horror com a festa grotesca. (...) L'enllaç amb el present és tan obvi que la seva visualització remata aquesta deriva inconscientment caricaturesca del film[3]
- Colpidor i inapel·lable (...) estem davant la inesperada obra major d'un cineasta que només ha deixat de ser menor lluny del dòlar. (…) Puntuació: ★★★★ (sobre 5)"[4]
- "Inicialment impressionant, però a poc a poc va perdent força (...) 'The Captain' és millor quan mostra la farsa d'aquest home misteriós (...) Schwentke no apropa a Herold a l'espectador":[5]
- "Exquisidament gravada (...) És una pel·lícula que entén completament la psicologia dels soldats alemanys i ofereix una veritat implacable i atemporal."[6]